# Эфтим IV
Папа Эфтим IV (тур. Papa Eftim IV, в миру Паша Юмит Эренерол, тур. Paşa Ümit Erenerol; род. 1960, Стамбул) — 4-й предстоятель неканонической Турецкой православной церкви (с 2002). Внук Эфтима I.

## Биография
Родился в семье Эфтима III. Его дядей был Эфтим II, а дедом Эфтим I.
В ноябре 2002 года сменил своего отца Эфтима III (за несколько недель до его кончины) в качестве предстоятеля Турецкой православной церкви.
В 2008 году сестра Эфтима IV за связь с «Эргенекон» находилась в тюрьме и вышла по амнистии.